# Шаповал Іван Павлович
Іва́н Па́влович Шапова́л (26 вересня 1909 — 31 липня 2000), скульптор і педагог родом з с. Павлівщини на Черкащині.

## З життєпису
Учився в Одеському і Київському художніх інститутах (1930 — 41); скульптурні портрети Миколи Стражеска (1946), Павла Тичини, Івана Їжакевича (1950), Тараса Шевченка (1964) та ін.; всі в Київському музеї українського мистецтва.
Викладач Київського Художнього Інституту (з 1944).